# 中华人民共和国死刑犯列表
本表列出中华人民共和国政府发生过死刑（立即执行）判决的案件及曾经被判处死刑（立即执行）的人（无论是否被处决）的简要信息。
中华人民共和国每年执行死刑的具体数目从未公开发布或得到中国官方的核实，而外界观察机构发表的数字则相差悬殊。因此，中国执行死刑的数字常常具有争议。本条目及各相关条目收录的均为已知信息。

## 著名案例

### 被处决厅级或以上高官
| 副国级 | 副国级 | 副国级 | 副国级 | 副国级 |
| ------ | ------ | ------ | ------ | ------ |
| 成克杰 |        |        |        |        |
| 副部级 |        |        |        |        |
| 胡长清 | 王怀忠 | 吕德彬 | 郑筱萸 | 段义和 |
| 趙黎平 |        |        |        |        |
| 正厅级 |        |        |        |        |
| 刘青山 | 张子善 | 阎健宏 | 张德元 | 马向东 |
| 卢万里 | 李真   | 李培英 | 文强   | 许迈永 |
| 赖小民 | 李建平 |        |        |        |
| 副厅级 |        |        |        |        |
| 曹秀康 | 李乘龙 | 金鉴培 | 于丁   | 李耀祺 |
| 李玉书 | 李友灿 | 许志远 | 曾锦春 | 姜人杰 |
| 李长河 | 周其东 |        |        |        |

## 死刑犯改判无罪案例
- 1976年2月发生在浙江杭州的伪造周恩来总理遗言案的李君旭等七位主犯，最终在1977年获得释放。
- 2014年8月21日，福建省高级人民法院对2006年7月27日发生在福州的一起投毒案作出终审判决，判处被告人念斌无罪。念斌曾经三次被判处死刑，福建省高级人民法院维持过一次死刑裁定，但是最高人民法院以事实不清、证据不足为由不予核准。
- 2015年7月21日，湖南省湘潭市中级人民法院对发生在2003年10月27日的“湘潭大学情杀案”作出判决，被告人曾爱云被判处无罪。当时的湘潭大学硕士研究生曾爱云曾经三次被判处死刑，湖南省高级人民法院维持过一次死刑裁定，但是最高人民法院以事实不清、证据不足为由不予核准。

## 因冤案获死刑被处决者
- 1968年4月29日，上海枪决现行反革命犯林昭。1980年以“精神病”为由宣告无罪，1981年摘掉精神病的帽子重新宣告無罪。
- 1970年3月5日，北京枪决现行反革命犯遇罗克。1979年11月21日宣告无罪，付给其父母两千元人民币作为抚恤金。
- 1975年4月4日，辽宁枪决现行反革命犯张志新。1978年宣告无罪，1979年追认为烈士。
- 1977年12月14日，江西枪决现行反革命犯李九莲，1980年1月宣告无罪。
- 1984年5月3日，河南枪决魏清安，1987年1月2日宣告无罪。
- 1989年1月28日，湖南枪决滕兴善，2006年1月18日宣告无罪。
- 1995年4月27日，河北枪决聂树斌，2016年12月2日宣告无罪，真凶为王书金。
- 1996年6月10日，内蒙古枪决呼格吉勒图，2014年12月15日宣告无罪，真凶为赵志红。